# 14 Maiores Sucessos: Chrystian & Ralf
14 Maiores Sucessos é uma coletânea da dupla sertaneja brasileira Chrystian & Ralf, lançada em 1997. Recebeu disco de ouro da ABPD pelas 100.000 cópias vendidas.

## Faixas
| N.º | Título                                                | Compositor(es)            | Duração |  |
| 1.  | "Minha Gioconda (Mia Gioconda)" (part. Agnaldo Rayol) | Vicente Celestino         | 3:51    |  |
| 2.  | "Vida Dividida"                                       | Roberta Miranda           | 3:10    |  |
| 3.  | "Nova York"                                           | Chrystian / Ralf          | 3:43    |  |
| 4.  | "Ausência"                                            | Chrystian / Ralf          | 3:48    |  |
| 5.  | "É Desse Jeito Que a Gente Se Ama"                    | Piska / Eduardo / Adriano | 3:28    |  |
| 6.  | "Prazer por Prazer"                                   | Carlos Randall / Danimar  | 3:56    |  |
| 7.  | "Esse Amor Que Me Mata"                               | César Augusto / Piska     | 4:07    |  |
| 8.  | "Louco Por Ela"                                       | Piska / Eduardo / Adriano | 3:41    |  |
| 9.  | "Loucura Demais"                                      | César Augusto / Piska     | 3:31    |  |
| 10. | "Cheiro de Shampoo"                                   | Cecílio Nena              | 3:26    |  |
| 11. | "Esperando Você Chegar"                               | Roberta Miranda           | 3:58    |  |
| 12. | "Brigas"                                              | Domiciano / Rionegro      | 3:34    |  |
| 13. | "Chora Peito"                                         | Chrystian / Ralf          | 3:13    |  |
| 14. | "Ladrão de Mulher"                                    | Vieira / Vieirinha        | 2:20    |  |

## Certificações
| Brasil (ABPD)                             | Ouro | 1983 | 100.000* |
| *número de vendas baseado na certificação |      |      |          |